# 乙二醛
乙二醛是一个有机化合物，化学式为OCHCHO，由两个醛基-C=O-H相连。它是最简单的二醛，室温下为黄色液体。

## 制取
工业上，乙二醛可由乙二醇在银或铜催化下的气相氧化，或用硝酸溶液氧化乙醛制得。实验室中，乙二醛是通过用亚硒酸氧化乙醛制取。无水乙二醛可由固态水合物与五氧化二磷共热制得。

## 应用
乙二醛的应用有：
- 高分子化学中用作增溶剂和交联剂
- 用于有机合成中，尤其是构建杂环如咪唑时[3]

## 溶液
通常乙二醛以40%溶液的形式出售。它与其他小分子醛类似，可以形成水合物，而且水合物缩合生成一系列的“寡聚体”，结构尚不清楚。目前出售的至少有以下两种水合物：
- 二聚乙二醛二水合物：[(CHO)2]2[H2O]2、trans-2,3-二羟基-1,4-二噁烷 (CAS# 4845-50-5, m.p. 91-95 C)
- 三聚乙二醛二水合物：[(CHO)2]3(H2O)4 (CAS# 4405-13-4)

根据估计，乙二醛水溶液浓度低于1M时，它主要以单体或水合物的形式存在，即OCHCHO、OCHCH(OH)2或(HO)2CHCH(OH)2。浓度大于1M时，主要为二聚体型，可能为缩醛／酮结构，分子式为[(HO)CH]2O2CHCHO。